# Fruitless
Das fruitless genannte Gen kodiert verschiedene Transkriptionsfaktoren, die die Zahl der Nervenzellen und ihrer Verknüpfungen in der untersuchten Region im Gehirn mitbestimmen. fruitless hat Einfluss darauf, ob sich im Gehirn von Taufliegen typisch männliche oder typisch weibliche Verknüpfungen herausbilden. Die Transkriptionsfaktoren enthalten jeweils ein Zinkfingermotiv.
fruitless wird sowohl bei männlichen als auch bei weiblichen Drosophila-Fliegen exprimiert und in Proteine übersetzt; Unterschiede liegen weniger im Gen selbst als mehr im geschlechtsspezifischen Spleißen der prä-mRNA. So bewirkt fruitless in Männchen ein aktiveres Verhalten, das zur Balz notwendig ist. Es initiiert so gut wie alle Verhaltensschritte der Balz, die bei einer Manipulation von fruitless nur abgehackt oder falsch auftreten. In Weibchen bewirkt es die Produktion von geschlechtsspezifischen Pheromonen, die bei der Initiation der Kopulation hilfreich sind. 
Das Team um den japanischen Forscher Ken-Ichi Kimura der Hokkaidō University berichtet im Wissenschaftsmagazin Science, dass sie diesen Schaltkreis im Gehirn von Taufliegen entdeckt haben. Dieser entscheidet, ob ein Tier hetero- oder homosexuelle Neigungen entwickelt. Und sie fanden heraus, dass das inaktive männliche fruitless-Protein den programmierten Zelltod bestimmter Nervenzellen verhindert. Aus diesen in der Nähe des Antennallobus gelegenen Neuronen bildet sich ein Netzwerk, welches das Paarungsverhalten offenbar mitsteuert. Ist das Netzwerk intakt, wenden die Tiere sich weiblichen Partnern zu.
Als die japanischen Forscher den Antennallobus weiblicher Fliegen mit diesem Gen ausstatteten, entstand das für Männchen typische Verhaltensmuster. Die Fliegen versuchten, sich mit Weibchen zu paaren.